# V6 Engine
V6 Engine é o décimo álbum de estúdio da carreira solo de Masaaki Endoh. Foi lançado em primeiro de fevereiro de 2017 pela Lantis e possui 12 faixas.

## Produção
Foi lançado em duas edições com duas capas diferentes. Uma continha um DVD extra com dois videoclipes e making-ofs dos mesmos e da sessão de fotos que resultaram nas capas. Contém músicas que Endoh fez para animes, jogos eletrônicos e séries de tokusatsu, e até mesmo o tema do Michinoku Anime Song Festival (MAF).

## Recepção
Sobre o álbum, o CD Journal disse que "com uma voz forte que faz sua garganta sangrar, Endoh canta confortavelmente elementos do metal à baladas mais intimistas." Também elogiam o conteúdo do DVD da edição especial.
O álbum chegou à 29ª posição da Billboard Japan (e à 46ª no Hot 100), e ficou duas semanas no Oricon Albums Chart, chegando à 27ª posição.

## Faixas
| N.º            | Título                               | Letras         | Música            | Arranjo          | Duração |  |
| 1.             | "System All Green ~deus ex machina~" |                | Shinpei Yashiro   | S. Yashiro       | 2:02    |  |
| 2.             | "Engine"                             | Masaaki Endoh  | M. Endoh          | TAKEO            | 4:20    |  |
| 3.             | "SCRAP & BUILD"                      | M. Endoh       | M. Endoh          | Hisashi Koyama   | 3:33    |  |
| 4.             | "FLOPPY"                             | M. Endoh       | Hirofumi Miyake   | H. Miyake        | 3:54    |  |
| 5.             | "Warai no Arika"                     | M. Endoh       | M. Endoh          | H. Miyake        | 4:36    |  |
| 6.             | "EASTERN GALE -Theme Song of MAF-"   | M. Endoh       | M. Endoh          | Kyoichi Miyazaki | 4:59    |  |
| 7.             | "Hang in there"                      | M. Endoh       | M. Endoh          | Masaki Suzuki    | 4:42    |  |
| 8.             | "BRING IT ON!"                       | M. Endoh       | R・O・N           | R・O・N          | 3:19    |  |
| 9.             | "OYMGSG"                             | M. Endoh       | Keiichi Nabeshima | K. Nabeshima     | 4:02    |  |
| 10.            | "LOVE SONG"                          | M. Endoh       | M. Endoh          | K. Miyazaki      | 5:34    |  |
| 11.            | "Owaranai Uta"                       | M. Endoh       | Hidenori Chiwata  | Cher Watanabe    | 4:11    |  |
| 12.            | "FIRST COMES ROCK"                   | M. Endoh       | José, do TOTALFAT | José             | 3:38    |  |
| Duração total: | Duração total:                       | Duração total: | Duração total:    | Duração total:   | 48:50   |  |